# Янчжун
Янчжун (кит. упр. 扬中, пиньинь Yángzhōng) — городской уезд городского округа Чжэньцзян провинции Цзянсу (КНР). Название означает «тополя среди» и связано с тем, что он размещён на покрытом тополями острове, находящимся посреди Янцзы.

## История
Изначально это был песчаный остров, постепенно намытый посреди реки. Во времена империи Цин основное русло Янцзы сместилось на север, и остров постепенно примкнул к южному берегу. В 1904 году для администрирования его территории был образован Тайпинский комиссариат (太平厅).
После Синьхайской революции в Китае была проведена реформа административного деления, в ходе которой комиссариаты были преобразованы в уезды, и в 1912 году был создан уезд Тайпин (太平县). Однако в связи с тем, что оказалось, что в соседней провинции Аньхой есть уезд с точно таким же названием, в 1914 году уезд Тайпин был переименован в Янчжун (扬中县).
После того, как коммунисты во время гражданской войны в 1949 году форсировали Янцзы и приступили к освобождению от власти Гоминьдана земли на южном её берегу, для управления лежащими южнее Янцзы территориями провинции Цзянсу 27 апреля 1949 года был образован Специальный административный район Сунань. Под его юрисдикцией, в частности, был создан Специальный район Чжэньцзян (镇江专区), в состав которого вошёл уезд. В 1953 году специальные административные районы Субэй и Сунань были объединены в провинцию Цзянсу, в подчинение властям которой перешёл Специальный район Чжэньцзян. В 1956 году уезд Янчжун был передан в состав Специального района Янчжоу (扬州专区), но затем возвращён в состав Специального района Чжэньцзян.
В 1958 году власти Специального района Чжэньцзян (镇江专区) переехали из Чжэньцзяна в Чанчжоу, и Специальный район Чжэньцзян был переименован в Специальный район Чанчжоу (常州专区). В 1959 году власти специального района вернулись из Чанчжоу в Чжэньцзян, и район был переименован обратно.
В 1970 году Специальный район Чжэньцзян был переименован в Округ Чжэньцзян (镇江地区).
В марте 1983 года был расформирован округ Чжэньцзян, а вместо него образованы городские округа Чжэньцзян и Чанчжоу.
В 1994 году уезд Янчжун был преобразован в городской уезд.

## Административное деление
Городской уезд делится на 2 уличных комитета и 4 посёлка.